# توني دجيم
توني دجيم هو لاعب كرة قدم بلجيكي ووسط أفريقي في مركز الهجوم، ولد في 13 يناير 1997 في فيزيه في بلجيكا. شارك مع منتخب بلجيكا تحت 19 سنة لكرة القدم. أما مع النوادي، فقد لعب مع نادي بورتو.

## وصلات خارجية
- توني دجيم على موقع الاتحاد البلجيكي (الإنجليزية)
- توني دجيم على موقع قاعدة بيانات كرة القدم.إي يو (الإنجليزية)
- توني دجيم على موقع Soccerway.com (الإنجليزية)